# Thakhèk
Thakhèk är en provinshuvudstad i Laos.   Den ligger i provinsen Khammuan, i den centrala delen av landet, 240 km öster om huvudstaden Vientiane. Thakhèk ligger 176 meter över havet och antalet invånare är 26 200.
Terrängen runt Thakhèk är platt åt sydväst, men åt nordost är den kuperad. Runt Thakhèk är det ganska tätbefolkat, med 96 invånare per kvadratkilometer. Det finns inga andra samhällen i närheten. Omgivningarna runt Thakhèk är en mosaik av jordbruksmark och naturlig växtlighet.